# Lucy (paleoantropologia)

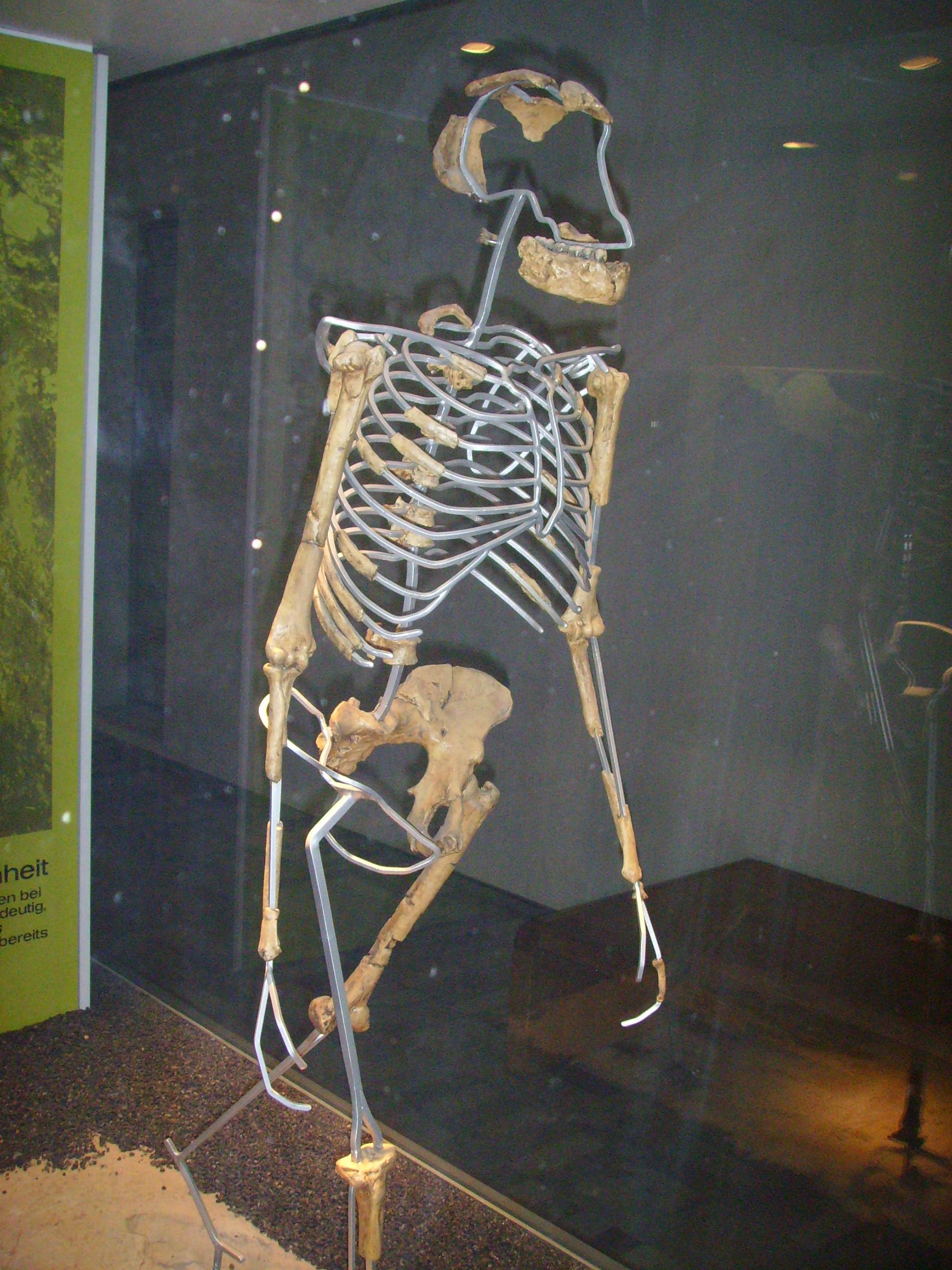
Replika szkieletu Lucy

Lucy, właściwie AL 288-1 (inne imię, nadane w języku amharskim: Dinqineš / Dinkenesh, oznaczające „Jesteś piękna” lub „Jesteś wspaniała”) – szkielet żeńskiego osobnika Australopithecus afarensis odkryty 24 listopada 1974 roku w dolinie rzeki Auasz w okolicach wsi Hadar  w Kotlinie Danakilskiej w regionie Afar w Etiopii. Wiek szkieletu określono na ok. 3,2 mln lat na podstawie zawartości izotopów argonu i potasu.
Szkielet Lucy to 47 z 207 kości istoty dwunożnej, o małym mózgu i dużej twarzy, o wzroście około 1 metra wysokości i wadze 30 kg. Istota ta zmarła w wieku około 25 lat, prawdopodobnie przez utonięcie lub upadek.
W czasach, gdy gatunek Australopithecus afarensis zasiedlał Afrykę Wschodnią, występowały tam prawdopodobnie jeszcze inne gatunki, jak: Australopithecus bahrelghazali. Badania prowadzone na tym obszarze doprowadziły do odkrycia jeszcze trzynastu szkieletów osobników odmiany Australopithecus afarensis.
Szkielet został odkryty przez zespół, w którego skład wchodzili: Donald Johanson, Maurice Taieb, Yves Coppens i Tim White. Swoją potoczną nazwę zawdzięcza piosence „Lucy in the Sky with Diamonds” zespołu The Beatles, która była przebojem w obozie odkrywców.